# Donji Gučani
Donji Gučani is een plaats in de gemeente Brestovac in de Kroatische provincie Požega-Slavonië. De plaats telt 120 inwoners (2001).